# Polne (Słońsk)
Polne (deutsch Pensylvanien) ist ein Dorf in der Landgemeinde Słońsk im Powiat Sulęcin in der polnischen Woiwodschaft Lebus. 2011 lebten dort 78 Einwohner.

## Geographie
Polne liegt südlich der Warthe, 18 Kilometer von Ośno Lubuskie (Drossen) und Kostrzyn (Küstrin) entfernt und 25 Kilometer von Gorzów (Landsberg/Warthe). Es befindet sich im historischen Territorium der Neumark.

## Geschichte
1783 wurde das Kolonistendorf durch die Ballei Brandenburg des Johanniterordens nach der Trockenlegung des Warthebruchs gegründet. Herrenmeister des Ordens war Prinz August Ferdinand, der Bruder König Friedrichs des Großen. Der Ort wurde in Wertschätzung des nordamerikanischen Unabhängigkeitskampfes Pensylvanien genannt. Es ließen sich anfangs 23 Kolonistenfamilien nieder. Das Dorf gehörte zunächst zur Kirchengemeinde in Limmritz, seit 1820 dann zu Woxfelde.
1945 kam das Dorf zu Polen.
Verwaltungszugehörigkeit
- 1783 Ordensamt Sonnenburg der Ballei Brandenburg des Johanniterordens
- 1816 Domänenamt Sonnenburg im Sternbergischen Kreis im Regierungsbezirk Frankfurt/Oder der Provinz Brandenburg
- 1873 Kreis Oststernberg

- 1946 Woiwodschaft Poznań
- 1975 Woiwodschaft Gorzów
- 1999 Woiwodschaft Lebus